# NGC 223
NGC 223 é uma galáxia espiral (S0-a/P) localizada na direcção da constelação de Cetus. Possui uma declinação de +00° 50' 46" e uma ascensão recta de 0 horas, 42 minutos e 15,9 segundos.